# Thônex
Thônex é uma comuna suíça do Cantão de Genebra que fica entre Veyrier, Chêne-Bougeries, Chêne-Bourg,Vandoeuvres e Puplinge, e a Sudoeste tem fronteira com Alta Saboia, francesa. 
É em Thônex que se encontra a fronteira de Moillesulaz, em direcção de Annemasse na Alta Saboia, que com Ferney-Voltaire e Saint-Genis-Pouilly, do lado do País de Gex, constituem as três grandes fronteiras de passagem dos pendulares, como são chamados aqueles diariamente atravessam a fronteira para virem trabalhar em Genebra.
Segundo o Departamento Federal de Estatísticas Thônex ocupa uma superfície de 3.84 km2 e dos quais 71.5% são ocupados pela habitação ou outras infra-estructuras e onde só 22.7 % são agrícolas.
Thônex teve um grande picos de aumento populacional durante 20 anos entre 1960 e 1980 quando a população passou de 3 245 a 9 241 e depois tem vindo a crescer, certo, mas de uma maneira mais homogénea pois em 2008 tinha 13 077 habitantes. Tal como Meyrin é um pouco a cidade dormitório de Genebra mas isso não impede que aí se tenham vindo instalar empresas com tanto renome como Caran d'Ache e Rolex.